# ميزوكي تسوجيمورا
ميزوكي تسوجيمورا (باليابانية: 辻村深月) (29 فبراير 1980، فويفوكي في اليابان)؛ كاتِبة وروائية يابانية.

## روابط خارجية
- ميزوكي تسوجيمورا على موقع IMDb (الإنجليزية)
- ميزوكي تسوجيمورا على موقع قاعدة بيانات الفيلم (الإنجليزية)